# Ambt Doetinchem

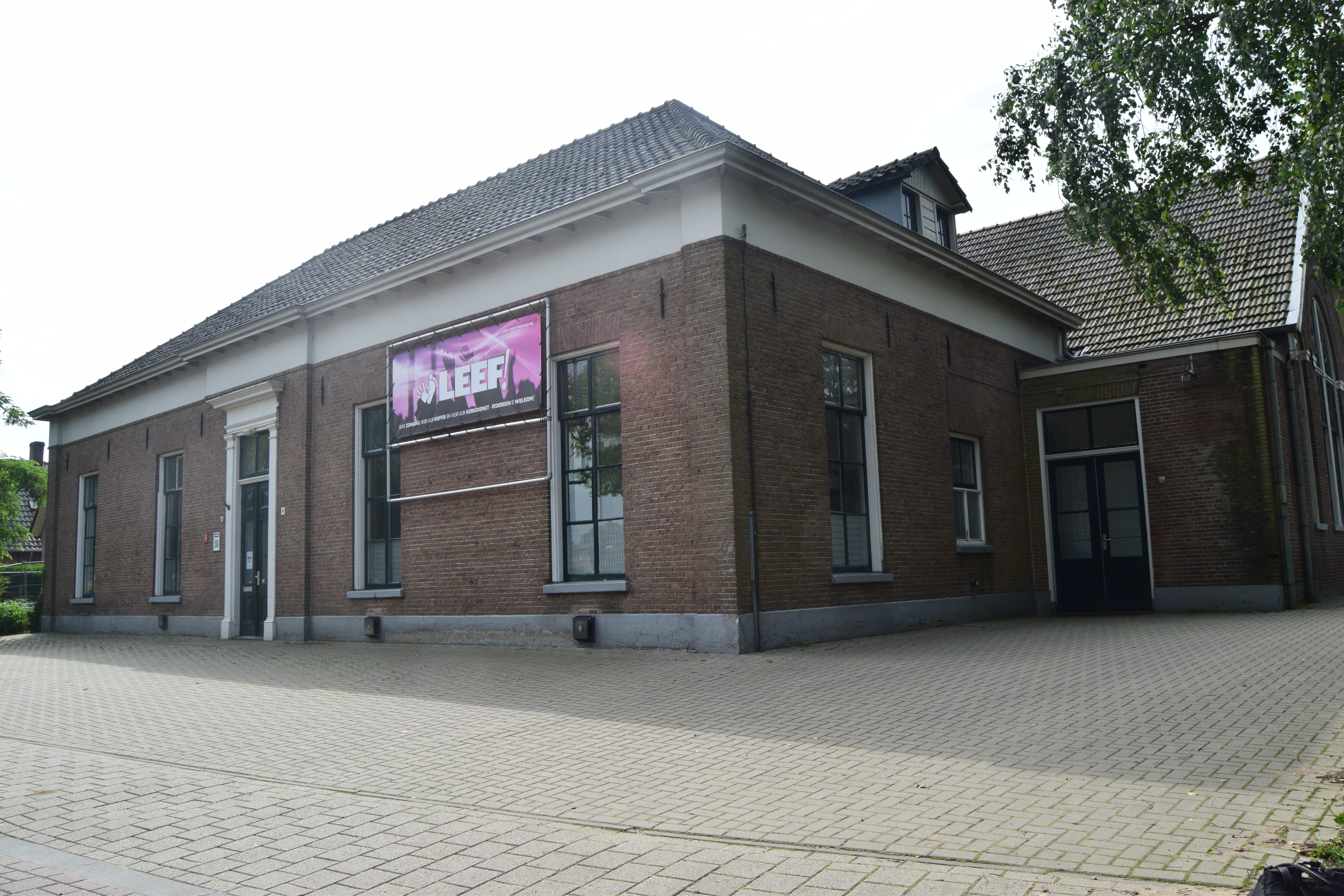
Afbeelding van het voormalige gemeentehuis van Ambt-Doetinchem

Ambt-Doetinchem is een voormalige gemeente in de provincie Gelderland. De gemeente bestond uit vijf districten: het dorp Gaanderen en de vier buurtschappen: IJzevoorde, Oosselt, Langerak en Dichteren. Het voormalige gemeentehuis aan de Varsseveldseweg 10 is een gemeentelijk monument en herbergt anno 2020 een zorginstelling.

## Geschiedenis
In de Franse tijd werd Ambt-Doetinchem bij Hummelo gevoegd. Op 1 januari 1818 werd het schoutambt weer losgemaakt van Hummelo. In 1825 verdween de benaming schoutambt definitief. Als burgemeester werd opzichter Steven Horsting aangesteld, hij was ook rentmeester van landgoed Slangenburg.
Tot 1863 vergaderde het gemeentebestuur in Stad-Doetinchem, in dat jaar kwam het raadhuis aan de Varsseveldseweg gereed. In 1919 werd besloten de gemeente samen te voegen met de gemeente Stad-Doetinchem. Hetgeen gebeurde per 1 januari 1920.
In 1799 woonden er 1585 mensen in de gemeente, in 1822 was het inwoneraantal 1980, zes jaar later 2113 en in 1890 was dit 3996.

### Burgemeesters
Tussen 1818 en de samenvoeging met de gemeente Doetinchem hebben vier burgemeesters dienstgedaan:
| Ambtsperiode                        | Naam burgemeester   | Partij of stroming | Bijzonderheden |
| ----------------------------------- | ------------------- | ------------------ | --- |
| 1818-1843                           | Steven Horsting     |                    | Horsting was opzichter van het schoutambt Doetinchem, waaruit Ambt-Doetinchem is ontstaan. Daarvoor was hij rentmeester van de Slangenburg. |
| 2 januari 1843 - 10 januari 1895    | Gerrit Jan Horsting |                    | |
| 25 februari 1895 - 20 december 1902 | C.B.W. Kehrer       |                    | |
| 16 maart 1903 - 1 januari 1920      | W.S.J. Tenkink      | ARP                | Tenkink werd herbenoemd als burgemeester van Doetinchem toen beide gemeenten samen werden gevoegd.                                          |

## 1829
Op 1 januari 1829 was het bestuur van de gemeente in handen van de burgemeester Steven Horsting, die hierin geholpen werd door de assessoren G.J. Mellinck en W. Remmelink, en de raadsleden A. Haverkamp, J. Scheurleer en E. Evers. De positie van secretaris werd vervuld door J.H. Cremer. De burgemeester woonde op de Slangenburg.

### Inwoners
Op 1 januari 1828 waren de 2113 inwoners als volgt verdeeld:
| Leeftijd | Man  | Vrouw |
| -------- | ---- | ----- |
| <18      | 509  | 1024  |
| 18-50    | 422  | 1024  |
| >50      | 158  | 1024  |
| Totaal   | 1089 | 1024  |

| District   | Hervormd | Rooms-Katholiek | Luthers | Totaal |
| ---------- | -------- | --------------- | ------- | ------ |
| Gaanderen  | 32       | 232             | 0       | 264    |
| Oosselt    | 193      | 346             | 1       | 540    |
| Dichteren  | 60       | 268             | 2       | 330    |
| Langerak   | 254      | 10              | 0       | 264    |
| IJzevoorde | 525      | 189             | 1       | 715    |

De lutheranen die in 1828 in de gemeente woonden waren voornamelijk gepensioneerde militairen van lagere rang. Vanwege de geringere kosten voor levensonderhoud kozen zij er voor hun laatste levensjaren in de gemeente door te brengen.